# 즈이호덴

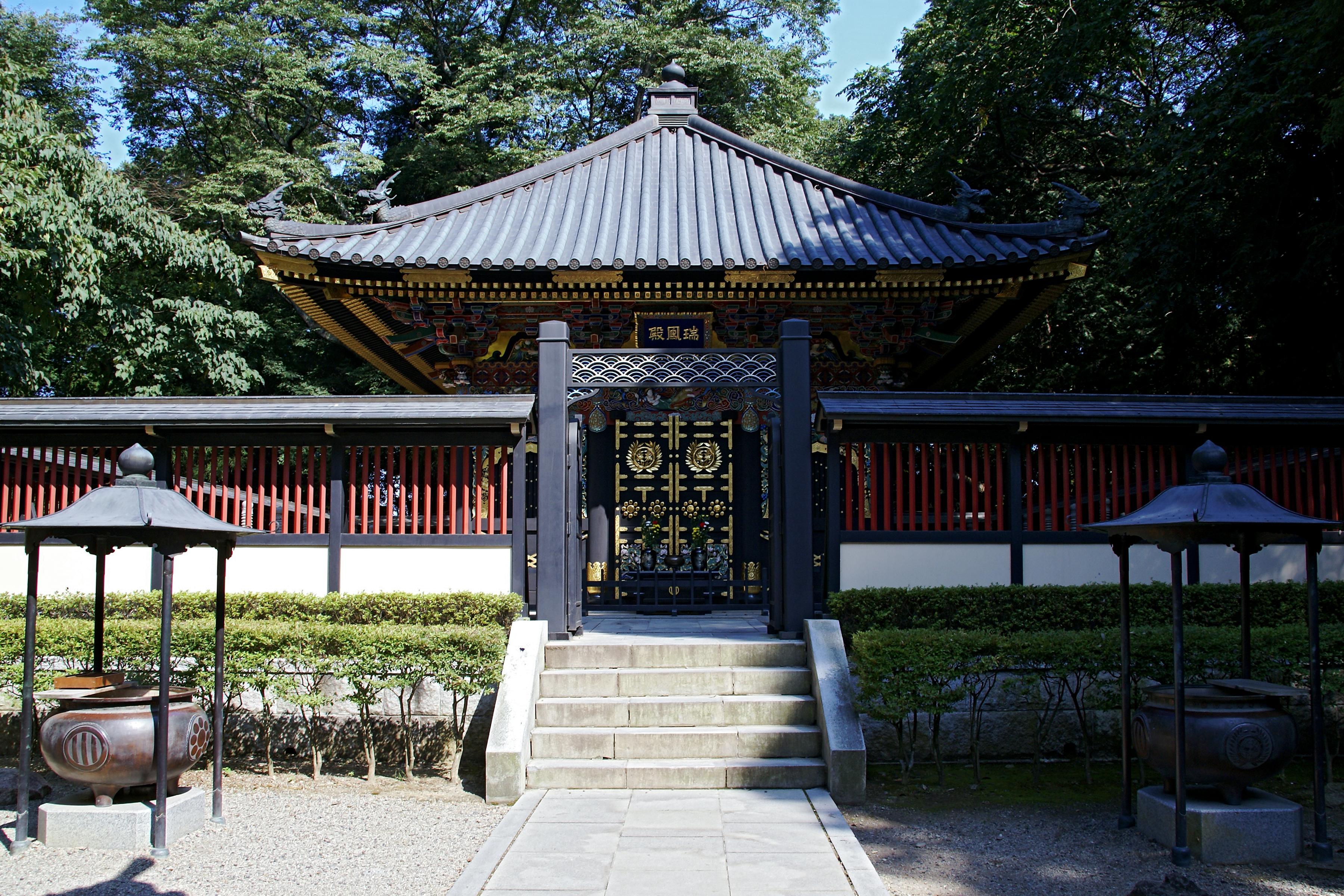
즈이호덴

즈이호덴(瑞鳳殿)은 일본 미야기현 센다이시 아오바구 오타마야시타에 있는 센다이 번조 다테 마사무네의 영묘이다.

## 같이 보기
- 다테씨
- 센다이번
- 동조궁